# فرانکلین هنسن
فرانکلین هنسن (انگلیسی: Franklin Hansen؛ ۲ مهٔ ۱۸۹۷ – ۱۳ ژانویهٔ ۱۹۸۲) یک مهندس صدا، و مهندس اهل ایالات متحده آمریکا بود.
وی همچنین برندهٔ جوایزی همچون جایزه اسکار بهترین میکس صدا شده است.

## بخشی از فیلمشناسی
- وداع با اسلحه (فیلم ۱۹۳۲) (۱۹۳۲)
- جلوه عشق (۱۹۳۰)
- کلئوپاترا (فیلم ۱۹۳۴) (۱۹۳۴)
- زندگی بنگال لانسر (فیلم) (۱۹۳۵)